# Cynopotamus
A Cynopotamus a sugarasúszójú halak (Actinopterygii) osztályába, a pontylazacalakúak (Characiformes) rendjébe a pontylazacfélék (Characidae) családjába tartozó nem.

## Rendszerezés
A nembe az alábbi 12 faj tartozik:
- Cynopotamus amazonum
- Cynopotamus argenteus
- Cynopotamus atratoensis
- Cynopotamus bipunctatus
- Cynopotamus essequibensis
- Cynopotamus gouldingi
- Cynopotamus juruenae
- Cynopotamus kincaidi
- Cynopotamus magdalenae
- Cynopotamus tocantinensis
- Cynopotamus venezuelae
- Cynopotamus xinguano